# Ledra aurita
Espèce
Ledra aurita, le grand diable, est une espèce d'insectes de l'ordre des hémiptères (les hémiptères sont caractérisés par leurs deux paires d'ailes dont l'une, en partie cornée, est transformée en hémiélytre), selon les normes taxonomiques récentes, du sous-ordre des Auchenorrhyncha et de la famille des Cicadellidae.
Cette cicadelle grise, seule espèce européenne de son genre, est relativement rare.

## Description

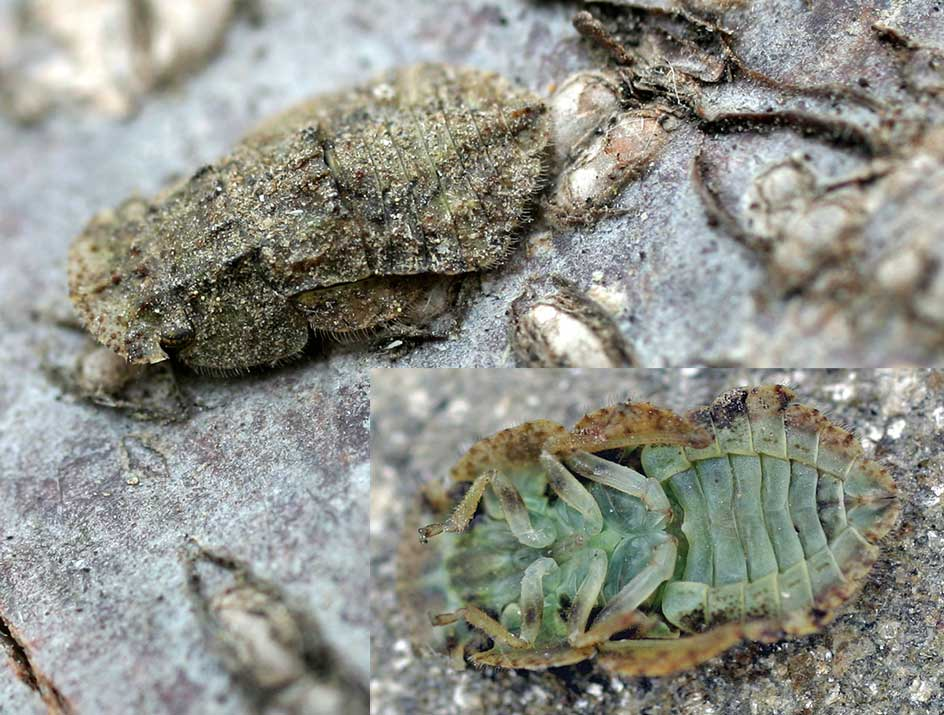
Larves du grand diable

De grande taille (12 à 18 mm de long), l'adulte présente deux grandes expansions foliacées latérales au-dessus du 1er segment du thorax. La tête du grand diable est plate, ses ailes antérieures sont coriaces.

## Dénomination
Le nom vernaculaire " grand diable " peut provenir des excroissances du pronotum qui font penser à des représentations moyenâgeuses du diable dont la laideur est accentuée par des pavillons des oreilles démesurés.

## Écologie
Ledra aurita vit sur les chênes (Quercus) dont le chêne pédonculé, souvent appliqué sur les écorces, parmi des lichens, où il est très mimétique. On peut trouver les imagos d'avril à octobre.